# With MUSIC
『with MUSIC』（ウィズ・ミュージック）は、日本テレビ系列で2024年（令和6年）4月13日より毎週土曜日 22:00 - 22:54（JST）に放送中の音楽番組。

## 概要
日本テレビの2024年春の土曜夜改編により『世界一受けたい授業』の後番組としてスタートした音楽番組。同年3月に『news zero』を降板した有働由美子がMCを務め、俳優・シンガーソングライターの松下洸平がアーティストナビゲーターとして有働とタッグを組む。
番組コンセプトとして「アーティストが今一番歌いたい歌や楽曲を一番聞きたい歌・楽曲に。世界的な視野に入れてグローバルな価値観や視点を持つ令和時代ならではの本格的な音楽番組」を目指しており、スタジオでの生放送での演奏の他、歌手・音楽からアーティストや楽曲の魅力を掘り起こして、世界に邦楽の魅力を発信することを目指す。
レギュラー放送開始に先立ち、2024年3月30日にパイロット版として春の2時間SPを放送した。
2025年4月からは、水曜19:54 - 21:00枠で放送されていた『1億人の大質問!?笑ってコラえて!』が当枠に移動するため、当番組は同年3月までドラマ枠だった土曜 22:00 - 22:54枠に移動された。土曜22時台でドラマ以外が放送されるのは、2017年4月に21時台（当時）のドラマ枠（『土曜グランド劇場』を含む）と放送枠を交換するまでの『嵐にしやがれ』以来8年ぶりとなる。

## 出演者

### 司会
- MC - 有働由美子
- アーティストナビゲーター - 松下洸平（2025年4月19日のみ不在）
- 代理MC - 井ノ原快彦（20th Century）（2025年4月19日）

### with ファミリー
- 小峠英二（バイきんぐ）（2025年4月5日 - 、不定期出演）
- 大島美幸（森三中）（2025年7月19日 -  、不定期出演）

## 放送リスト

### 2024年
| 放送日   | 出演アーティスト                                                                              |
| -------- | --------------------------------------------------------------------------------------------- |
| 03月30日 | 大泉洋 コブクロ 三代目 J SOUL BROTHERS Number_i NiziU 福山雅治 YOASOBI 緑黄色社会 LE SSERAFIM |

| 回 | 放送日   | 出演アーティスト                                                                                                  |
| -- | -------- | --- |
| 1  | 04月13日 | 宇多田ヒカル Saucy Dog ナオト・インティライミ ME:I                                                                |
| 2  | 04月20日 | INI [Alexandros] 生田絵梨花 WEST. Aぇ! group SUPER BEAVER NARITA THOMAS SIMPSON FRUITS ZIPPER マルシィ 山崎育三郎 |
| 3  | 04月27日 | imase UVERworld tuki. TWS 日向坂46                                                                                |
| 4  | 05月11日 | ILLIT 絢香 &TEAM Kis-My-Ft2 SPYAIR 高橋洋子 Tani Yuuki 20th Century BE:FIRST マカロニえんぴつ                     |
| 5  | 05月18日 | HY Kep1er JO1 sumika Da-iCE miwa                                                                                  |
| 6  | 05月25日 | Ayumu Imazu 家入レオ King & Prince Crystal Kay BABYMONSTER                                                        |
| 7  | 06月01日 | AI 絢香 稲葉浩志 Omoinotake SixTONES timelesz Number_i WANIMA                                                     |
| 8  | 06月15日 | IMP. あかせあかり 椎名林檎 DEAN FUJIOKA なにわ男子                                                                |
| 9  | 06月22日 | 倉木麻衣 Creepy Nuts DA PUMP NewJeans                                                                             |
| 10 | 07月20日 | INI 工藤静香 BOYNEXTDOOR ゆず                                                                                     |
| 11 | 07月27日 | HY AKB48 ORANGE RANGE NiziU NEWS Mrs. GREEN APPLE                                                                 |
| 12 | 08月03日 | aespa Snow Man 緑黄色社会                                                                                         |
| 13 | 08月17日 | ano NewJeans BE:FIRST flumpool ポルノグラフィティ WANIMA                                                          |
| 14 | 09月07日 | あいみょん スキマスイッチ TWS Mrs. GREEN APPLE Rockon Social Club                                                 |
| 15 | 09月14日 | IVE 稲垣吾郎・草彅剛・香取慎吾 WEST. SUPER EIGHT Superfly Number_i MAZZEL                                         |
| 16 | 09月28日 | WEST. 木村カエラ NEXZ Perfume 平井大                                                                              |
| 17 | 10月12日 | Aqua Timez 新しい学校のリーダーズ KATSEYE GLAY 嶋大輔 日向坂46 LE SSERAFIM OneRepublic                            |
| 18 | 10月26日 | SooYoung |
| 19 | 11月02日 | DISH// 中島美嘉 HYDE マルシィ                                                                                     |
| 20 | 11月09日 | いきものがかり Omoinotake NewJeans 松下洸平 wacci                                                                 |
| 21 | 11月16日 | ano 荻野目洋子 ゴールデンボンバー 三代目J SOUL BROTHERS 日向坂46 超特急 東方神起                                  |
| 22 | 12月07日 | INI EXILE TAKAHIRO Kis-My-Ft2 King & Prince Crystal Kay J.Y. Park 乃木坂46 May J. 緑黄色社会                      |
| 23 | 12月21日 | EXILE TAKAHIRO GACKT 倖田來未 Tani Yuuki 平手友梨奈                                                               |

### 2025年
| 回 | 放送日   | 出演アーティスト                                                                                        |
| -- | -------- | --- |
| 24 | 01月11日 | 岩崎良美 工藤静香 SixTONES Travis Japan NiziU 南野陽子 山本彩 Ryosuke Yamada                            |
| 25 | 02月01日 | アンミカ 家入レオ &TEAM こっちのけんと 高橋優 HIPPY hitomi 日向坂46 松本伊代 May J. Little Glee Monster |
| 26 | 02月08日 | Aぇ! group BALLISTIK BOYZ FANTASTICS MAX ME:I                                                           |
| 27 | 02月22日 | imase ZEROBASEONE 高畑充希 T.M.Revolution なにわ男子 西川貴教                                           |
| 28 | 03月08日 | 幾田りら きただにひろし SUPER BEAVER ZEROBASEONE timelesz 平井大 B.B.クィーンズ                         |
| 29 | 03月22日 | サザンオールスターズ                                                                                    |

| 回 | 放送日   | 出演アーティスト                                                                                |
| -- | -------- | ----------------------------------------------------------------------------------------------- |
| 30 | 04月05日 | Ado SixTONES Number_i HANA                                                                      |
| 31 | 04月12日 | こっちのけんと 鈴木雅之 SEKAI NO OWARI MAZZEL ME:I                                              |
| 32 | 04月19日 | JO1 平手友梨奈 Mrs. GREEN APPLE Ryosuke Yamada                                                  |
| 33 | 04月26日 | 木村カエラ 京本大我 TOMORROW X TOGETHER マカロニえんぴつ                                        |
| 34 | 05月03日 | [Alexandros] いきものがかり &TEAM Travis Japan                                                  |
| 35 | 05月10日 | アイナ・ジ・エンド WEST. Kis-My-Ft2 氷川きよし+KIINA.                                           |
| 36 | 05月17日 | 香取慎吾 Kep1er 劇団四季 超特急                                                                 |
| 37 | 05月31日 | King & Prince 檀れい 中島健人 BE:FIRST                                                          |
| 38 | 06月07日 | aoen 劇団四季 timelesz NiziU                                                                    |
| 39 | 06月14日 | Aぇ! group THE ALFEE 20th Century 横山裕                                                        |
| 40 | 06月28日 | きゃりーぱみゅぱみゅ CANDY TUNE CUTIE STREET BE:FIRST FRUITS ZIPPER マルシィ Lenny code fiction |
| 41 | 07月19日 | Omoinotake Snow Man Perfume                                                                     |
| 42 | 07月26日 | IVE ORANGE RANGE BEGIN LE SSERAFIM                                                              |
| 43 | 08月09日 | 新しい学校のリーダーズ timelesz NEXZ FUNKY MONKEY BΛBY'S BoA                                    |
| 44 | 08月16日 | SEKAI NO OWARI                                                                                  |
| 45 | 08月23日 | 亀梨和也 乃木坂46 RIP SLYME                                                                     |

## ネット局

### 2025年4月から
| 放送対象地域   | 放送局                    | 系列                          | 放送日時           | ネット状況 | 備考     |
| -------------- | ------------------------- | ----------------------------- | ------------------ | ---------- | -------- |
| 関東広域圏     | 日本テレビ（NTV）         | 日本テレビ系列                | 土曜 22:00 - 22:54 | 制作局     | 制作局   |
| 北海道         | 札幌テレビ（STV）         | 日本テレビ系列                | 土曜 22:00 - 22:54 | 同時ネット |          |
| 青森県         | 青森放送（RAB）           | 日本テレビ系列                | 土曜 22:00 - 22:54 | 同時ネット |          |
| 岩手県         | テレビ岩手（TVI）         | 日本テレビ系列                | 土曜 22:00 - 22:54 | 同時ネット |          |
| 宮城県         | ミヤギテレビ（MMT）       | 日本テレビ系列                | 土曜 22:00 - 22:54 | 同時ネット |          |
| 秋田県         | 秋田放送（ABS）           | 日本テレビ系列                | 土曜 22:00 - 22:54 | 同時ネット |          |
| 山形県         | 山形放送（YBC）           | 日本テレビ系列                | 土曜 22:00 - 22:54 | 同時ネット |          |
| 福島県         | 福島中央テレビ（FCT）     | 日本テレビ系列                | 土曜 22:00 - 22:54 | 同時ネット |          |
| 山梨県         | 山梨放送（YBS）           | 日本テレビ系列                | 土曜 22:00 - 22:54 | 同時ネット |          |
| 新潟県         | テレビ新潟（TeNY）        | 日本テレビ系列                | 土曜 22:00 - 22:54 | 同時ネット |          |
| 長野県         | テレビ信州（TSB）         | 日本テレビ系列                | 土曜 22:00 - 22:54 | 同時ネット |          |
| 静岡県         | 静岡第一テレビ（SDT）     | 日本テレビ系列                | 土曜 22:00 - 22:54 | 同時ネット |          |
| 富山県         | 北日本放送（KNB）         | 日本テレビ系列                | 土曜 22:00 - 22:54 | 同時ネット |          |
| 石川県         | テレビ金沢（KTK）         | 日本テレビ系列                | 土曜 22:00 - 22:54 | 同時ネット |          |
| 中京広域圏     | 中京テレビ（CTV）         | 日本テレビ系列                | 土曜 22:00 - 22:54 | 同時ネット |          |
| 近畿広域圏     | 読売テレビ（ytv）         | 日本テレビ系列                | 土曜 22:00 - 22:54 | 同時ネット |          |
| 鳥取県・島根県 | 日本海テレビ（NKT）       | 日本テレビ系列                | 土曜 22:00 - 22:54 | 同時ネット |          |
| 広島県         | 広島テレビ（HTV）         | 日本テレビ系列                | 土曜 22:00 - 22:54 | 同時ネット |          |
| 山口県         | 山口放送（KRY）           | 日本テレビ系列                | 土曜 22:00 - 22:54 | 同時ネット |          |
| 徳島県         | 四国放送（JRT）           | 日本テレビ系列                | 土曜 22:00 - 22:54 | 同時ネット |          |
| 香川県・岡山県 | 西日本放送（RNC）         | 日本テレビ系列                | 土曜 22:00 - 22:54 | 同時ネット |          |
| 愛媛県         | 南海放送（RNB）           | 日本テレビ系列                | 土曜 22:00 - 22:54 | 同時ネット |          |
| 高知県         | 高知放送（RKC）           | 日本テレビ系列                | 土曜 22:00 - 22:54 | 同時ネット |          |
| 福岡県         | 福岡放送（FBS）           | 日本テレビ系列                | 土曜 22:00 - 22:54 | 同時ネット |          |
| 長崎県         | 長崎国際テレビ（NIB）     | 日本テレビ系列                | 土曜 22:00 - 22:54 | 同時ネット |          |
| 熊本県         | くまもと県民テレビ（KKT） | 日本テレビ系列                | 土曜 22:00 - 22:54 | 同時ネット |          |
| 鹿児島県       | 鹿児島読売テレビ（KYT）   | 日本テレビ系列                | 土曜 22:00 - 22:54 | 同時ネット |          |
| 大分県         | テレビ大分（TOS）         | 日本テレビ系列 フジテレビ系列 | 土曜 22:00 - 22:54 | 同時ネット |          |
| 福井県         | 福井放送（FBC）           | 日本テレビ系列                | 土曜 16:00 - 16:54 | 遅れネット | [ 注 8 ] |

## スタッフ（2025年6月7日時点）
※=レギュラー版から加入、●=生放送のみの担当者
- 演出：中村文彦（※、2025年3月22日 - ）
- 構成：桜井慎一、橋本大介、木南広明、成瀬正人（木南・成瀬→※、2025年4月5日 - ）
- ナレーター：町田浩徳（日本テレビアナウンサー、※、2025年4月5日 - ）
- 技術統括：大越克人（※、2024年6月15日 - ）
- 美術統括or美術プロデューサー：大川明子【週替り、回によって異なる】
- 美術プロデューサー：上田貴博
- 美術デザイン：波多野真理、浅田一花
- 大道具：石原大地、菅原拓真【毎週】、山田俊広、萩原大祐（山田・萩原→※）【週替り】
- 電飾：平ノ内厚夫、佐久間康仁（共に●）、中西麻美、尾島香奈（共に※）【週替り】
- CG：大場一哉（※、以前は電飾）
- CGorアクリル装飾or電飾：村上雅洋（以前はCGのみ）【週替り、回によって異なる】
- アクリル装飾：山田隼人【毎週】、松本健（●）【週替り】
- 特効：安齋杜緒子、西海将太、水尾龍郎、吉川剛史（西海・水尾・吉川→※）【週替り】
- 楽器レンタル：佐藤継信
- メイク：奥松かつら
- TDorVE：鈴木昭博【週替り、回によって異なる】
- SW︰吉田健治【毎週】、鈴木健司（●）【週替り】
- SWorCAM：福田伸一郎（※、スタート前SPはCAM）【週替り、回によって異なる】
- CAM：矢作陽一、木藤和久、中村哲也、大庭茂嗣、早川智晃、茅野竜徳、山内剛、水梨潤（全員※）【週替り】
- VE orCAM：岩永雄允（以前はCAMのみ）【週替り、回によって異なる】
- VE：池田祐一郎（●）、喜屋武寛之、山口郁馬、柳原拓実、北岡大輔、向山江梨佳（喜屋武・山口・北岡・向山→※）【週替り】
- MIX：杉村理紗、原秀彰【毎週】、瀧島要介（※）【不定期】
- PA：内藤甲斐、森優子、葉桐慶次（森・葉桐→※）【週替り】
- 照明：井口弘一郎、小笠原雅登
- LED：太田和明（※）【不定期】
- レーザー：高橋遼河（※）【不定期】
- TK：桜井えみこ
- 音効：高取謙（※）
- CGデザイン：森三平【毎週】、相澤周平（※）【不定期】
- 協力：アプローズプラス【毎週】、アフロ、ORICON（アフロ・ORICON→スタート前SP・※）【週替り】
- 編集：森田智之、佐藤季実（佐藤→※）
- MA：佐渡吉志広
- 技術・美術協力：NiTRo、日テレアート、TACT、東京音研映像、共立ライティング、三響社、ヤマモリ、俳優座劇場、テルミック、スタジオヴェルト【毎週】、ジャパンテレビ、エフェクトジャパン（東京・ジャパン・エフェクト→※）【週替り】
- 制作協力：モスキート、ゴットキッズ、AXON、オフィスKR、創輝
- デスク：田口美和子
- リサーチ：フォーミュレーション
- 演出補：安達裕美、長坂美月、織田充希、山口茉莉、富田直也、富田文子、土田渉、平柳言花、森萌里、髙橋果歩、斉藤鈴乃、湯本夏輝、亀井理美、平野千夏、大槻まな、宮田理世、西田朱里、岸本舞依（安達・長坂・富田直・土田・平柳・斉藤→●、富田文・森・宮田・西田・岸本→※、髙橋果・湯本・亀井・平野・大槻→※●）【週替り】
- ディレクター：仲西正樹、稲元雅俊、片岡明日香/比嘉智樹、原皓史、春山正宏、綾部健二、赤松真徳、錦織信彦、加藤健太、佐々木万由子【毎週】/木下誠、髙橋知也、下村彩人、新井章司、早田翔、細川祐子（原・木下・下村・新井・早田・細川・加藤→※、髙橋→※●、以前は演出補）【週替り】
- プロデューサー：岩崎小夜子、傅克文、村越多恵子、田中もも/和田裕子、窪彩花、佐藤なつね、田中麻里菜、森下典子、大塚明、阿比留ほのほ/川平秀二、阿部聡（川平→※、2025年4月5日 - 、阿部→2025年4月5日 - 、同年3月22日までディレクター）
- チーフプロデューサー：滝澤真一郎（※、2025年6月7日 - 、2025年4月5日 - 5月31日までは統轄プロデューサー）
- 製作著作：日本テレビ

### 過去のスタッフ
- 企画・演出：柳沢英俊（2025年3月8日まで）
- ナレーター：森富美（日本テレビアナウンサー、2025年3月22日まで）、杉原凜（日本テレビアナウンサー、2024年8月17日）
- 技術統括：川合亮（2024年6月1日まで）
- 大道具：塚田祐介（●）
- 電飾：福地里花【毎週】
- 特効：堀田秀二郎、谷郁乃（谷→●）
- PA：藤原靖久（※）【週替り】
- TK：田中彩（●）【週替り】
- ECG：石黒好美（スタート前SPのみ）、田中美南子（※、生放送はTK）、宮前芳恵（●）
- ノンリニア編集：林田泉（スタート前SPのみ）、今井綾乃（※●）
- 音効：岡崎宏（●）
- 協力：伊那市観光協会、北村圭一、桜ドローンプロジェクト（共にスタート前SPのみ）
- 演出補：水野葉月、石井紀香（共に※）
- ディレクター：渡辺邦宏、藁科啓、岐部広和、庄司名衣、則武有希子（共に2025年3月22日まで）
- プロデューサー：古賀絢子（2025年3月22日まで）、藤本弘志（※→不定期）
- 監修：古立善之（2025年3月22日まで）
- 統轄プロデューサー：河野雄平（2025年3月8日まで）
- チーフプロデューサー：島田総一郎（2025年5月31日まで）

## 関連番組
- トップテンシリーズ
  - NTV紅白歌のベストテン
  - ザ・トップテン
- 夜もヒッパレ一生けんめい→THE夜もヒッパレ
- 速報!歌の大辞テン
- Music Lovers
- 1番ソングSHOW
- 日テレ系音楽の祭典 ベストアーティスト
- 日テレ系音楽の祭典 Premium Music
- THE MUSIC DAY
- 発表!今年イチバン聴いた歌